# Torino NG
El Torino NG (conocido también como Torino NextGen y Torino TC 2024) es un automóvil prototipo de carreras producido en Argentina, diseñado y desarrollado bajo estándares técnicos de la Asociación Corredores de Turismo Carretera, para su incursión en el Turismo Carretera. Su denominación es una combinación entre la nomenclatura del automóvil IKA Torino (al cual se pretendió homenajear y sustituir) y las siglas "NG", derivadas de la expresión Nueva Generación.
El vehículo es un prototipo diseñado y producido en forma íntegra en Argentina y su concepción se dio a colación de una iniciativa emanada por la Asociación Corredores de Turismo Carretera (organismo fiscalizador del TC), por la cual se propuso la incorporación de vehículos de producción moderna al parque automotor del TC (compuesto principalmente por modelos cuya producción databa desde los años 1970), con el objetivo de dar una paulatina renovación y modernización de dicho parque.
La idea de producción del Torino NG, fue promovida por ACTC con el objetivo de preservar la marca y el legado dejado por el modelo IKA Torino en la historia del Turismo Carretera, a la vez de conseguir un reemplazante de concepción moderna, teniendo en cuenta que tras el cese de la producción de este modelo en 1982, desde su casa matriz nunca se proyectó ni desarrolló un modelo que sirva como posible reemplazante. Con el fin de lograr este cometido, ACTC realizó una convocatoria nacional, por la que se convocaron a diferentes diseñadores y arquitectos automotrices para presentar diferentes diseños, cuya elección fue puesta a criterio y voluntad del público. El diseño ganador, fue autoría de los diseñadores José Alegre y Francisco Russo, pertenecientes al estudio de diseño Division Creative Lab, mientras que la producción fue llevada adelante por los ingenieros Maximiliano Juárez y Gabriel Mazzei, quienes llevaron el proyecto a la realidad con distintas modificaciones.  Este coche terminó siendo presentado el 20 de febrero de 2024, logrando ser preparado para ser puesto en pista en la primera fecha de la temporada 2024.
Si bien, este modelo es conocido bajo el nombre "Torino", como el automóvil producido entre 1966 y 1982, su diseño y producción no guardan relación alguna con el mencionado modelo, ya que el mismo es fruto del trabajo los diseñadores José Alegre y Francisco Russo, integrantes del estudio de diseño Division Creative Lab, en colaboración con los ingenieros Maximiliano Juárez y Gabriel Mazzei, jefes técnicos de la escudería Trotta Racing Team (la cual tuvo a su cargo entre 2017 y 2021 la representación oficial de la marca Renault en el Turismo Carretera, poniendo en pista dos unidades Torino Cherokee), siendo diseñado y desarrollado como continuador de la historia y el legado de la marca en la categoría.

## Historia

### Preludio
El IKA-Renault Torino fue un automóvil de turismo construido en Argentina por Industrias Kaiser Argentina, que estaba basado en el modelo estadounidense Rambler American. Este vehículo fue presentado oficialmente en el año 1966 y tras recibir homologación, fue presentado y puesto en pista para su incursión dentro del Turismo Carretera. Ya en sus primeros años de incursión, el Torino consiguió ejercer una breve pero efectiva hegemonía entre los años 1967 y 1971, en los cuales distintos pilotos se presentaron a competir con estas máquinas, logrando 65 triunfos y 5 campeonatos, entre los que se destacaron los pilotos Eduardo Copello, Gastón Perkins y Luis Rubén Di Palma, campeones de TC con dicha marca. Por otra parte, la apertura reglamentaria de esos años que permitió la creación y desarrollo de diferentes prototipos de carreras, generó que algunos preparadores aprovechasen las bondades mecánicas del Torino para crear los más variados y vistosos sport prototipos, destacándose los prototipos conocidos como Liebre-Torino, diseñados por el proyectista Heriberto Pronello y desarrollados por el motorista Oreste Berta. Gracias a la buena publicidad que brindaban estos laureles, el término Torino pasó a ser adoptado como una marca más dentro de la jerga teceísta, en desmedro de los fabricantes de este coche (IKA y Renault). Sin embargo, a pesar de estas cualidades demostradas, una serie de restricciones técnicas impuestas por la Comisión Argentina de Automovilismo Deportivo (CADAD, en ese entonces rectora del Turismo Carretera) en los motores Tornado Interceptor de 3800 cm³ y árbol de levas a la cabeza (considerado como elemento de avanzada y ventajoso frente a los demás motores, con árboles de levas laterales y accionamiento mediante varillas), provocaron la merma absoluta de este modelo y la pérdida de preferencia por parte de los pilotos a la hora de competir.

### Creación del Torino Cherokee
Debido a esas restricciones técnicas (luego heredadas por ACTC tras su separación de CADAD), el Torino corrió riesgo de desaparecer del ámbito deportivo, debiendo buscarse alternativas para motorizar al coche, con el fin de evitar su desaparición. Es así que en 1995 se produjo la aparición de la primera unidad del Torino equipada con un motor AMC XJ originario del Jeep Cherokee, como alternativa para competir con una marca que tenía vedado su punto más fuerte. Debido a ello, esta unidad fue bautizada como Torino Cherokee y fue puesta en pista por primera vez por el piloto Luis Rubén Di Palma. La respuesta final de la ACTC, fue la aprobación de la implementación de este motor, tanto para los modelos Torino, como Dodge GTX, lograndose la recuperación de la marca nacional dentro del ámbito del TC.
Con el paso del tiempo, el Torino Cherokee cosechó diversos resultados y fue también blanco de diferentes evoluciones al igual que los demás modelos de la categoría, hasta que en 2015 recibió su segunda adecuación de importancia, al implementarse a partir de esa temporada, nuevos motores SOHC diseñados por Jorge Pedersoli y desarrollados por Oreste Berta. Bajo estas nuevas normativas, en 2022 el piloto José Manuel Urcera obtuvo el título de campeón de Turismo Carretera, logrando cortar una sequía de 51 años sin títulos para la marca, desde que Luis Di Palma ganara el último en 1971, y a su vez logrando el primer título para el prototipo Torino Cherokee. Sin embargo, tras la obtención de este título, desde la comisión directiva de ACTC comenzó a barajarse la posibilidad de planificar una renovación y modernización del parque automotor del Turismo Carretera, incorporando y dando reemplazo de manera paulatina a los modelos fabricados desde la década de 1970, con modelos de producción construidos y desarrollados en la década de 2020. Esta situación se terminó dando como consecuencia de la incorporación a partir de 2022 del prototipo Toyota Camry TC, el cual fue puesto a competir con los modelos históricos del TC.

### Renovación, desarrollo y creación del Torino NG
Tras plantearse dentro de la Comisión Directiva de ACTC la necesidad de renovar y modernizar el parque automotor del TC, como consecuencia de la aparición del Toyota Camry TC en 2022, desde ACTC se propuso buscar la forma de crear un automóvil que además de servir de sustituto del modelo Torino Cherokee, sirva como continuador del legado de dicha marca, atento a que tras la finalización de la producción del IKA Torino en 1982, desde su casa matriz nunca se puso en producción un coche sustituto. Por tal motivo, ACTC lanzó un concurso a mediados de 2023, en el que se convocaron a diferentes diseñadores y arquitectos automotrices para presentar un "nuevo diseño" para el Torino, cuya elección fue puesta a criterio y voluntad del público. El diseño ganador, fue autoría de los diseñadores José Alegre y Francisco Russo, pertenecientes al estudio de diseño Division Creative Lab. Sin embargo, la inviabilidad de producción del modelo en cuanto al diseño de algunos de sus componentes, provocó que el producto final sea revisado y rehecho por parte de los Ingenieros Maximiliano Juárez y Gabriel Mazzei, llegando finalmente a recurrir al uso de un techo perteneciente al modelo Toyota Corolla E210 para poder llevar a la realidad al nuevo Torino.  Finalmente, el nuevo Torino NG terminó siendo presentado el 20 de febrero de 2024, logrando ser preparado para ser puesto en pista en la primera fecha de la temporada 2024. En dicha competencia, el nuevo Torino no sólo tuvo el honor de iniciar la continuidad del legado del modelo producido por IKA-Renault, sino que también tuvo el honor de convertirse en el primer modelo vencedor de la nueva era tecnológica del Turismo Carretera, al conquistar el triunfo Tobías Martínez en el mismo Gran Premio Presentación 2024, corrido en El Calafate. Dicha victoria si bien fue propiciada gracias a las penalizaciones (Diego Ciantini y Otto Fritzler) y exclusiones (Juan José Ebarlín y Facundo Chapur) de los pilotos que finalizaron en las primeras posiciones, la misma no estuvo exenta de méritos, ya que la misma llegó luego de una maratónica sesión en la que Martínez debió largar desde la 16.ª ubicación, estableciendo así un nuevo hito en la historia de la categoría.